# Бетово (Орловская область)
Бетово — село в Болховском районе Орловской области России. Входит в состав Медведковского сельского поселения.

## География
Село находится в северной части Орловской области, в лесостепной зоне, в пределах центральной части Среднерусской возвышенности, на берегах реки Орс, на расстоянии примерно 17 км (по прямой) к западу от Болхова, административного центра района. Абсолютная высота — 196 м над уровнем моря.
Часовой пояс
Село Бетово, как и вся Орловская область, находится в часовой зоне МСК (московское время). Смещение применяемого времени относительно UTC составляет +3:00.

## Население
| 2010 |
| ---- |
| 17   |

Половой состав
По данным Всероссийской переписи населения 2010 года, в гендерной структуре населения мужчины составляли 70,6 %, женщины — соответственно 29,4 %.
Национальный состав
Согласно результатам переписи 2002 года, в национальной структуре населения русские составляли 100 % из 26 чел.

## Улицы
Уличная сеть села состоит из одной улицы (ул. Заречная).